# Lotisico
Lotisico (voluit Eerste Nederlandsche Maatschappij tot Verzekering van Risico in Loterijen) is een Nederlands bedrijf, opgericht in Amsterdam op 9 juli 1902 door Johannes Gerard Haighton (1872-1919), dat een verzekeringspolis op de markt bracht waarmee men zich kon indekken tegen het risico dat iemand loopt tijdens het meespelen aan een loterij.
De polis werd in het begin gekoppeld aan de uitslag van de Staatsloterij, maar nadat de nummeringswijze van deze loterij wijzigde, moest Lotisico begin jaren 30 eigen trekkingen gaan houden.
Momenteel is Lotisico meer een beleggingsmaatschappij voor haar aandeelhouders. De polishouders (erfgenamen) kunnen nog wel uitbetaald worden (het verzekerde kapitaal wordt echter minder), maar in vergelijking met het oorspronkelijk ingelegde bedrag (toen nog 150 gulden of een variant in termijnen) is dit onder toedoen van inflatie geen gewin te noemen.
Sinds 2017 worden er geen prijzen meer uitbetaald en sinds eind 2017 ook geen trekkingen meer verricht door Lotisico. De Kamer van Koophandel geeft begin 2020 (en mogelijk al eerder) aan bij het KvK nummer 27006855 van Lotisico: "Deze hoofdvestiging is uitgeschreven uit het Handelsregister". Belanghebbenden lukt het niet contact te krijgen met het bedrijf achter de loterij. Het is vooralsnog niet bekend waar het resterende kapitaal van Lotisico is gebleven.